# Amy Hānaialiʻi Gilliom
Amy Hānaialiʻi Gilliom es una cantautora estadounidense. Ha sido nominada a los premios Grammy en seis ocasiones.

## Carrera
En su adolescencia, Gilliom se inscribió en la Maui Academy of Performing Arts en Hawái. Su primer álbum de estudio, Native Child, fue publicado en 1995. Dos años después fue estrenada su segunda producción discográfica, Hawaiian Tradition. Gillion logró notoriedad en su país natal al incorporar a la tradición musical hawaiana la voz femenina en falsete.
Su álbum Generation Hawaii ganó cuatro premios Na Hoku Hanohano en 2007 en las categorías de álbum del año, álbum hawaiano del año, mejor cantante femenina y mejor producción discográfica. Los premios Na Hoku Hanohano son el equivalente de la industria musical hawaiana a los Premios Grammy. Gilliom fue además una de las cinco finalistas para optar por el Grammy en la categoría de mejor álbum de música hawaiana en 2006.
Durante cerca de una década, Gilliom realizó diversas colaboraciones con el reconocido músico y productor hawaiano Willie K, el cual se encargó además de producir su álbum Hawaiian Tradition.